# Белеп
Беле́п (фр. Bélep, ньялайю Dau Ar) — самая северная из коммун Новой Каледонии. Относится к Северной провинции, занимает территорию одноимённых Островов Белеп.

## География
Коммуна занимает всю территорию одноимённого архипелага. Из Островов Белеп населён только крупнейший — Ар. Центр коммуны — поселение Ваала — расположено в небольшой бухте на западном побережье острова. Расстояние по прямой до административного центра провинции Коне составляет около 193 километров, до столицы территории Нумеа — 407.

## Население
В 2019 году на территории коммуны проживало 867 человек. Абсолютное большинство населения составляют канаки — коренные жители Новой Каледонии. Традиционный для этого района автохтонный язык — ньялайю.
Этнический состав
| Этничность  | Процент |
| ----------- | ------- |
| Канаки      | 94,3%   |
| Метисы      | 5,4%    |
| Индонезийцы | 0,1%    |
| Ни-вануату  | 0,1%    |
| Таитяне     | 0,1%    |
| Всего       | 100%    |